# Вязка (Плюсский район)
Вязка — деревня в Плюсском районе Псковской области. Входит в сельское поселение Плюсская волость.

## География
Деревня расположена в 1 км от северного побережье озера Чёрное (относящегося к Сиковицкой волости Струго-Красненского района), в 20 км к западу от районного центра — посёлка Плюсса и в 10 км к юго-западу от деревни Должицы.

## Население
Численность населения деревни по оценке на конец 2000 года составляла 5 человек, по переписи 2002 года — 4 человека.

## История
До 1 января 2006 года деревня входила в состав ныне упразднённой Должицкой волости.

## Известные жители
- Николаев, Михаил Николаевич (1902—1979) — скотник-пастух, Герой Социалистического Труда.